# Tušilović
Tušilović is een plaats in de gemeente Karlovac in de Kroatische provincie Karlovac. De plaats telt 511 inwoners (2001).